# Apeadeiro de Santa Marta
O Apeadeiro de Santa Marta foi uma plataforma da Linha do Sabor, situada no concelho de Freixo de Espada à Cinta, em Portugal.

## História
Esta interface fazia parte do troço da Linha do Sabor entre as Estações de Lagoaça e Mogadouro, que abriu à exploração em 1 de Junho de 1930.
A linha foi encerrada em 1988.